# グタ・ハブスブルスカー
グタ・ハブスブルスカー（チェコ語: Guta Habsburská, 1271年3月13日 - 1297年6月18日）は、ボヘミア王ヴァーツラフ2世の最初の王妃。ドイツ語名はグタ（またはユッタ、ユーディト）・フォン・ハプスブルク（Guta (Jutta, Judith) von Habsburg）。

## 生涯
ローマ王ルドルフ1世と妃ゲルトルート・フォン・ホーエンベルクの六女として、帝国自由都市のラインフェルデンで生まれた。わずか5歳でヴァーツラフ2世と婚約した。ヴァーツラフ2世との間に夭折も含めて4男6女を儲けた。
- プシェミスル（1288年、夭折）
- ヴァーツラフ3世（1289年 - 1306年）
- アネシュカ（1290年、夭折）
- アンナ（1290年 - 1313年） - ケルンテン公兼ボヘミア王ハインリヒ6世の妃
- エリシュカ（1292年 - 1330年） - ボヘミア王兼ルクセンブルク伯ヨハンの妃
- グタ（1293年、夭折）
- ヤン（1294年、夭折）
- ヤン（1295年、夭折）
- マルケータ（1296年 - 1322年） - レグニツァ公ボレスワフ3世の妃
- グタ（1297年、夭折）

末子出産後に急死し、遺体は聖ヴィート大聖堂に埋葬された。